# Poecilocharax
Poecilocharax — рід дрібних південноамериканських прісноводних риб родини кренухових (Crenuchidae). Розмір дорослих особин становить лише 4—5 см загальної довжини.
Рід включає такі види:
- Poecilocharax bovalii  Eigenmann, 1909
- Poecilocharax callipterus  Ohara, Pastana & Camelier, 2022
- Poecilocharax rhizophilus  Ohara, Pastana & Camelier, 2022
- Poecilocharax weitzmani  Géry, 1965